# Amazonas (kolumbijský departement)
Amazonas je název jednoho z departementů Kolumbie na jihu země. Jedná se o největší kolumbijský departement - jeho rozloha 109 665 km² představuje 9,6% celkové rozlohy státu. Rozprostírá se v Amazonské nížině, naprostá většina departementu je pokryta amazonským tropickým deštným lesem. Těžba dřeva představuje hlavní ekonomickou aktivitu tohoto regionu. Průměrná roční teplota je 25,4 °C a průměrný roční srážkový úhrn 2600 mm.
V roce 2015 zde žilo 76 243 osob, hustota zalidnění byla 0,7 obyv./km². Metropolí je město Leticia.